# Општина Капу Кампулуј (Сучава)
Капу Кампулуј (рум. Capu Câmpului) општина је у Румунији у округу Сучава.
Oпштина се налази на надморској висини од 453 m.

## Становништво

### Хронологија
| Година       | 2004 | 2005 | 2006 | 2007 | 2008 | 2009 | 2010 | 2011 | 2012 | 2013 | 2014 | 2015 | 2016 | 2017 |
| ------------ | ---- | ---- | ---- | ---- | ---- | ---- | ---- | ---- | ---- | ---- | ---- | ---- | ---- | ---- |
| Становништво | 2272 | 2293 | 2308 | 2354 | 2372 | 2387 | 2399 | 2417 | 2432 | 2459 | 2479 | 2479 | 2492 | 2505 |